# 馬利奇
馬利奇，是阿爾巴尼亞东南部科赤州的一个市镇。该市镇包括7个行政分区，行政中心为馬利奇镇。市镇面積为656.89平方公里，2011年人口数量为41,757人，作为行政分区的馬利奇镇的人口数量则为4,290人。